# Ennedi Oeste
Ennedi Oeste (em árabe: إنيدي الغربية; Innīdī al-Gharbī) é uma das 23 províncias do Chade, sendo Fada a sua capital.

## Demografia
O recenseamento do Chade de 2009 indicou uma população de 60 617 habitantes para Ennedi Oeste. Sua capital Fada, com 12 065 habitantes, é a cidade mais populosa da província.